# Nogometni Klub Varteks Varaždin
El Varaždinski športski nogometni klub Varaždin (en español: Club de Fútbol Deportivo de Varaždin), conocido simplemente como VŠNK Varaždin fue un equipo de fútbol de la ciudad de Varaždin, Croacia. Fue fundado en 1931 y jugó en la Prva HNL.

## Historia
El club fue fundado el 3 de junio de 1931 como NK Slavija, y con ese nombre existió hasta 1941, cuando cesó su actividad a causa de la Segunda Guerra Mundial.
En 1945, tras el conflicto bélico, el club fue refundado como NK Tekstilac. En 1958 adoptó el nombre de Varteks tras un acuerdo de patrocinio con la empresa textil del mismo nombre.
En el fútbol yugoslavo consiguió pocos éxitos deportivos. Solo jugó una temporada, la 1938/39, en la primera división yugoslava, quedando último clasificado. En la Copa yugoslava su mayor éxito fue el subcampeonato alcanzado en 1961, tras perder en la final contra el FK Vardar.
En 1991, tras la independencia de Croacia, fue uno de los equipos fundadores de la Prva HNL y desde entonces, siempre se ha manteniendo en la máxima categoría, aunque sin alcanzar nunca el título de liga.
Tampoco ha logrado ningún título de Copa, aunque ha disputado la final en cinco ocasiones: 1996, 1998, 2002, 2004 y 2006.
Luego de no presentarse a 2 juegos de la Prva HNL en la temporada 2011/12 por una suspensión, según el reglamento de la Federación Croata de Fútbol, el Varteks fue descendido a la división más baja en la estructura del fútbol croata, la Varaždin County League, equivalente a la séptima división de Croacia, pero por el aporte histórico que el Varteks le ha dado al fútbol en el país, hicieron una excepción y el castigo fue ser relegado a la 3. HNL para la temporada 2012/13, pero los equipos de esa división se opusieron y se mantuvo la sentencia original.
En 2015 el club se declara en bancarrota y desaparece mientras jugaba en la 3. HNL, siendo reemplazado por el Varazdin 2012.

## Palmarés
- Copa de Croacia: 0
  - Finalista: 6

1995–96, 1997–98, 2001–02, 2003–04, 2005–06, 2010–11
- Copa de Yugoslavia: 0
  - Finalista: 1

1960–61

## Récord europeo
| Torneo                       | J  | G  | E | P  | GF | GC | Última aparición |
| ---------------------------- | -- | -- | - | -- | -- | -- | ---------------- |
| Copa UEFA UEFA Europa League | 22 | 10 | 5 | 7  | 48 | 34 | 2011–12          |
| Recopa de Europa             | 10 | 6  | 1 | 3  | 15 | 10 | 1998–99          |
| Copa Intertoto               | 12 | 5  | 3 | 4  | 22 | 21 | 2005             |
| Total                        | 44 | 21 | 9 | 14 | 85 | 65 |                  |

| Temporada | Torneo             | Ronda            | Club                 | Casa      | Visita | Global         |
| --------- | ------------------ | ---------------- | -------------------- | --------- | ------ | -------------- |
| 1996–97   | Recopa de Europa   | Clasificatoria   | Union Luxembourg     | 2–1       | 3–0    | 5–1            |
| 1996–97   | Recopa de Europa   | 1                | Lokomotiv Moscow     | 2–1       | 0–1    | 2–2 (a)        |
| 1998–99   | Recopa de Europa   | 1                | Rudar Velenje        | 1–0       | 1–0    | 2–0            |
| 1998–99   | Recopa de Europa   | 2                | Heerenveen           | 4–2 (t.e) | 1–2    | 5–4            |
| 1998–99   | Recopa de Europa   | Cuartos de final | Mallorca             | 0–0       | 1–3    | 1–3            |
| 1999–2000 | Copa Intertoto     | 1                | Lakamatyu-96 Vitebsk | 2–2       | 2–1    | 4–3            |
| 1999–2000 | Copa Intertoto     | 2                | Brann                | 3–0       | 0–3    | 3–3 (5–4 pen.) |
| 1999–2000 | Copa Intertoto     | 3                | Rostselmash          | 1–2       | 1–0    | 2–2 (a)        |
| 2001–02   | Copa UEFA          | Clasificatoria   | FC Vaduz             | 6–1       | 3–3    | 9–4            |
| 2001–02   | Copa UEFA          | 1                | Aston Villa          | 0–1       | 3–2    | 3–3 (a)        |
| 2001–02   | Copa UEFA          | 2                | Brøndby              | 3–1       | 0–5    | 3–6            |
| 2002–03   | Copa UEFA          | Clasificatoria   | Dundalk              | 5–0       | 4–0    | 9–0            |
| 2002–03   | Copa UEFA          | 1                | Midtjylland          | 1–1       | 0–1    | 1–2            |
| 2003–04   | Copa UEFA          | Clasificatoria   | Levadia Tallinn      | 3–2       | 3–1    | 6–3            |
| 2003–04   | Copa UEFA          | 1                | Debrecen             | 1–3       | 2–3    | 3–6            |
| 2005–06   | Copa Intertoto     | 1                | Dinamo Tirana        | 4–1       | 1–2    | 5–3            |
| 2005–06   | Copa Intertoto     | 2                | Inter Turku          | 4–3       | 2–2    | 6–5            |
| 2005–06   | Copa Intertoto     | 3                | Lens                 | 1–1       | 1–4    | 2–5            |
| 2006–07   | Copa UEFA          | Clasificatoria 1 | KF Tirana            | 1–1       | 0–2    | 1–3            |
| 2011–12   | UEFA Europa League | Clasificatoria 1 | Lusitanos            | 5–1       | 1–0    | 6–1            |
| 2011–12   | UEFA Europa League | Clasificatoria 2 | Iskra-Stal           | 3–1       | 1–1    | 4–2            |
| 2011–12   | UEFA Europa League | Clasificatoria 3 | Dinamo Bucureşti     | 1–2       | 2–2    | 3–4            |

## Entrenadores desde la Independencia
| - Branko Ivanković (julio de 1991 – junio de 1995) - Luka Bonačić (1995–1996) - Dražen Besek (1998–1999) - Luka Bonačić (diciembre de 1999 – abril de 2000) - Branko Janžek (abril de 2000 – mayo de 2000) - Ivan Katalinić (mayo de 2000 – abril de 2001) - Branko Janžek (abril de 2001 – mayo de 2002) - Dražen Besek (mayo de 2002 – septiembre de 2003) |  | - Miroslav Blažević (septiembre de 2003 – mayo de 2005) - Zlatko Dalić (mayo de 2005 – mayo de 2007) - Josip Kuže (junio de 2007 – agosto de 2007) - Dražen Besek (agosto de 2007 – diciembre de 2009) - Damir Jagačić (enero de 2010 – marzo de 2010) - Samir Toplak (marzo de 2010 – agosto de 2011) - Tomica Kocijan (agosto de 2011 – octubre de 2011) - Branko Janžek (octubre de 2011 – 2012) |

## Jugadores

### Jugadores destacados
| - Zedi Ramadani - Mile Jedinak - Nedim Halilović - Leon Benko - Saša Bjelanović - Igor Cvitanović - Danijel Hrman - Branko Ivanković - Veldin Karić - Ivica Križanac - Damir Krznar |  | - Dražen Ladić - Marijan Mrmić - Miljenko Mumlek - Milan Pavličić - Nikola Pokrivač - Marko Rog - Silvester Sabolčki - Nikola Šafarić - Josip Šimić - Danijel Štefulj - Davor Vugrinec |